# Backspace

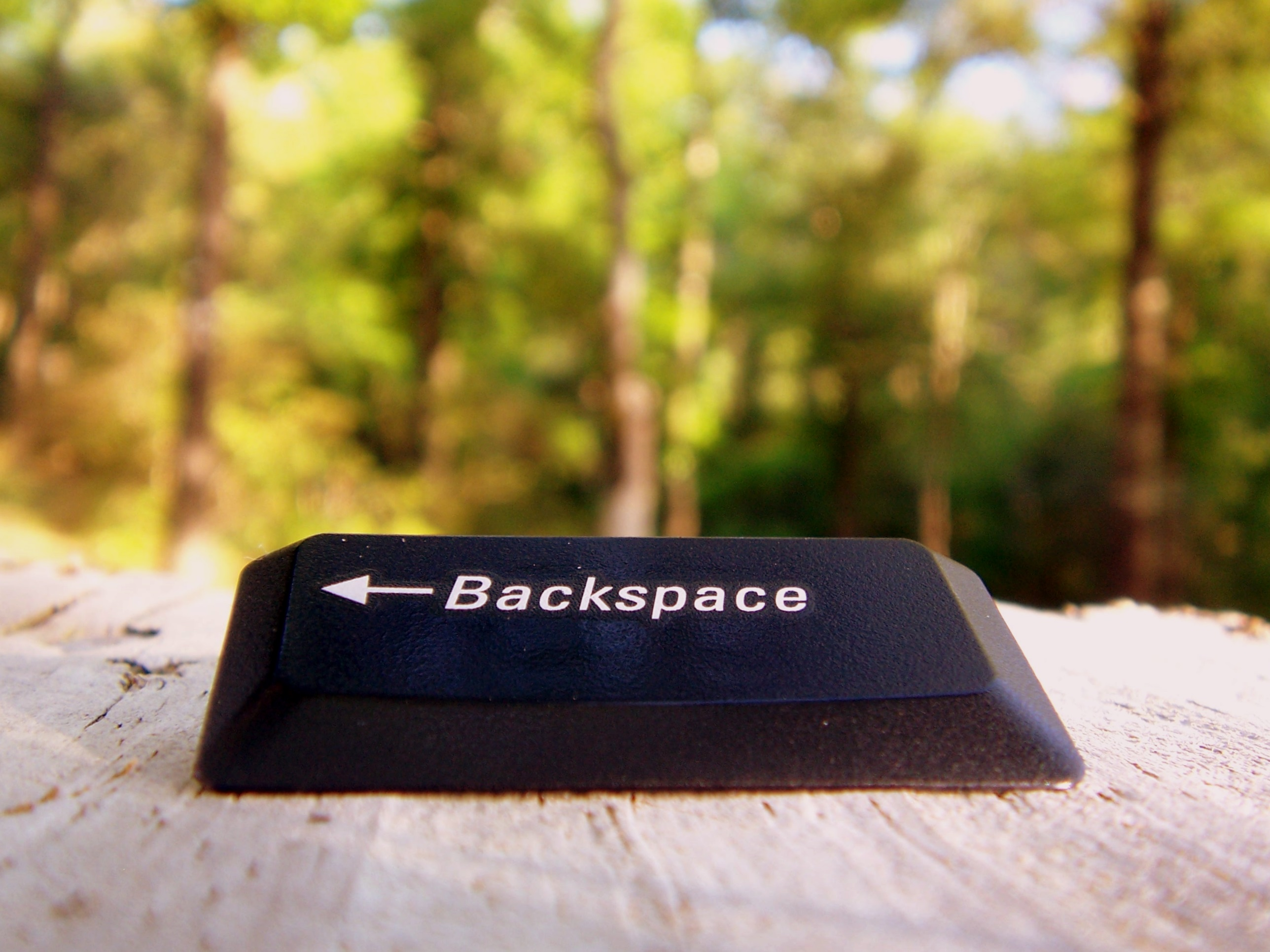
Клавиша Backspace

Backspace (с англ. — «обратный пробел» или «пробел назад»), возврат на шаг — клавиша на клавиатуре компьютера или любого другого устройства с функцией набора текста, служащая для удаления символа, находящегося перед курсором (слева от него при направлении письма слева направо или справа при направлении письма справа налево). Чаще всего обозначается как ← Backspace, ←   или ⌫, реже — BS, Erase или (изредка в мобильных телефонах) C; на кириллических клавиатурах производства стран — членов СЭВ (в том числе СССР) часто обозначалась как ВШ или ЗБ (сокр. от «забой»). Соответствует одноимённому управляющему символу с кодом 0x08.

## В пишущих машинках
Первоначально нажатие клавиши ← Backspace возвращало каретку пишущей машинки на один знак назад (то есть клавиша действовала как клавиша пробела, но не вперёд, а назад, отсюда и название). Машинистка, работая за пишущей машинкой, например, напечатала бы строчную букву á (a с акутом) так: напечатав строчную букву a, нажала бы ← Backspace и затем клавишу акута (´). Аналогичным образом печатали букву ё, составляя её из буквы е и двойной кавычки (").

## В современных компьютерных интерфейсах
Клавишу ← Backspace удобно использовать для исправления вовремя замеченных ошибок.
← Backspace отличается от клавиши Delete, которая при редактировании текста служит для удаления символа, находящегося после курсора. Кроме того, Delete часто используется для удаления выбранного объекта (например, файла в файловом менеджере), в то время как ← Backspace применяется в этих целях лишь в отдельно взятых устройствах с ограниченной клавиатурой вроде мобильных телефонов. В файловых менеджерах ← Backspace может служить, например, для перехода в родительский каталог, в браузерах — для возврата на предыдущую страницу, и т. п.
Комбинация клавиш Ctrl+← Backspace часто удаляет последнее слово, остальные комбинации не стандартизированы.
Как правило, клавиша ← Backspace располагается в цифровом ряду последней и имеет удвоенную ширину. На клавиатуре IBM Model F для ранних IBM PC/AT клавиша ← Backspace была уменьшена в размерах, чтобы вместить в цифровой ряд клавишу |\, однако это решение вызвало много критики, и в следующей модели клавиатуры для IBM PC — IBM Model M — клавише ← Backspace вернули её прежние размеры, а |\ перенесли на ряд ниже. Тем не менее, в некоторых национальных раскладках (японской и южнокорейской) это решение сохранилось, поскольку оно позволяет вместить больше клавиш национальных алфавитов. В некоторых клавиатурах, например Happy Hacking Keyboard, а также в ряде клавиатур, производившихся компанией Sun Microsystems, клавишу ← Backspace меняют местами с клавишей |\, а на освободившееся место в конце цифрового ряда переносят клавишу ~`; на место последней, в свою очередь, переносят клавишу Escape. Такую раскладку клавиатуры часто называют Unix-раскладкой (англ. Unix layout).

## Управляющий символ
Управляющий символ Backspace (BS) позволяет напечатать составной знак (например, букву с диакритикой) или многократно один и тот же символ, делая его оттиск жирнее; данный функционал поддерживается, в частности, АЦПУ телетайпов и матричными принтерами. В наши дни символ BS не используется ни в каких протоколах, кроме принтерных и терминальных. Исторически man использует команды принтера, а при выводе в консоль преобразует составные знаки в соответствующие символы Юникода, а наложение одного и того же символа выделяет более ярким цветом. Чат игры Doom работает по терминальному принципу, передавая по символу за такт, пока игрок печатает; была в нём и команда Backspace, также имевшая код 8.
В Си-подобных языках управляющий символ BS записывается как '\b'.
Терминал или удалённый компьютер, не настроенный на стирание символов, при обнаружении символа BS выводил ^H, потому компьютерщики со стажем любят писать что-то вроде:
Будьте добрее к этому дур^H^H^Hмолодому человеку, он из главного офиса.
Вместо нескольких ^H может использоваться ^W (команда удаления предыдущего слова в некоторых Unix-терминалах).

## Связанные символы Юникода
| Изображение | Код (16 с. с.) | Название                                             |
| ----------- | -------------- | ---------------------------------------------------- |
| (нет)       | U+0008         | Управляющий символ Backspace (BS)                    |
| ←           | U+2190         | Стрелка влево                                        |
| ␈           | U+2408         | Значок управляющего символа Backspace (надпись «BS») |
| ⌫           | U+232B         | Пиктограмма «Удаление слева»                         |

### Комментарии
1. ↑  Строго говоря, это некорректно, поскольку забой — русскоязычное название клавиши Delete[3].